# 塔拉韋拉區
14°05′S 73°43′W / 14.083°S 73.717°W
塔拉韋拉區（西班牙語：Distrito de Talavera de la Reyna），是秘魯的一個區，位於該國南部阿普里馬克大區的安達韋拉斯省，面積148.1平方公里，海拔高度2,820米，2005年人口17,707，人口密度每平方公里120人。